# Maryam Khatoon Molkara
Maryam Khatoonpour Molkara (1950 – březen 2012), persky: مریم خاتون ملکآرا, byla bojovnicí za práva transrodových lidí v Íránu, kde je všeobecně uznávána matriarchou místní trans komunity. Při narození jí bylo určeno mužské pohlaví, ale později se zasloužila o získání dopisu, který fungoval jako fatva umožňující existenci chirurgických zákroků na legální změnu pohlaví v rámci právního rámce.

## Dětství
Maryam Molkara se narodila v roce 1950 jako jediné dítě druhé z osmi manželek svého otce. Její otec byl statkář. Říkavala, že vždy dávala přednost oblečení, hračkám a činnostem, které byly tradičně určeny pro dívky.

## Tranzice a aktivismus
V pubertě chodívala na večírky oblečená jako žena. Matka ji po coming outu odmítla přijmout. To ji přimělo k rozhodnutí brát místo okamžité operace feminizační hormony. Také se oblékala a žila jako žena.
V roce 1975 odjela do Londýna, aby přemýšlela o různých možnostech, a právě tam se podle svých slov „dozvěděla o transsexualitě a uvědomila jsem si, že nejsem pasivní homosexuál“.
Maryam Molkara začala psát dopisy ajatolláhovi Rúholláhovi Chomejnímu, který byl v té době v iráckém exilu, a žádala ho o náboženskou radu ohledně toho, že jí bylo při narození přiděleno špatné pohlaví. V jednom z těchto dopisů uvedla, že její pohlaví bylo jasné od jejích dvou let, protože si na obličej nanášela křídu, aby napodobila nanášení make-upu. „Chomejní již v roce 1963 napsal, že korekční operace pro intersexuální osoby nejsou v rozporu s islámským právem, a jeho odpověď vycházela z této existující myšlenky, nikoli z vypracování nové fatvy pro transsexuály. Navrhl, aby žila jako žena, což zahrnovalo i oblékání jako žena“.
Poté se setkala s Farah Pahlavi, která jí a dalším trans lidem vyjádřila ohledně chirurgické změny pohlaví podporu.
V roce 1978 se vydala do Paříže, kde v té době přebýval Chomejní, aby u něj lobbovala za práva trans osob.
Po islámské revoluci začala Maryam Molkara kvůli své identitě čelit silnému odporu. Byla zatčena a bylo jí vyhrožováno smrtí. Byla propuštěna z práce v íránském národním rozhlase a televizi, nucena nosit mužské oblečení, proti své vůli jí byly aplikovány mužské hormony a byla držena v psychiatrické léčebně. Díky dobrým kontaktům s náboženskými vůdci, mezi nimiž byl Akbar Hášemí Rafsandžání, byla ale propuštěna.
Na začátku íránsko-irácké války se dobrovolně přihlásila do frontové linie jako zdravotní sestra. Řekla, že někteří muži, které ošetřovala, ji kvůli její jemnosti považovali za ženu.
Maryam Molkara pokračovala v kampani za své právo podstoupit operaci potvrzující pohlaví. V roce 1985 se setkala s Chomejním v jeho domě v severním Teheránu. Měla na sobě mužský oblek, u sebe Korán a kolem krku si uvázala boty, což byl odkaz na svátek Ašúra a také to naznačovalo, že hledá útočiště. Ochranka Molkaru zadržovala a bila, dokud nezasáhl Chomejního bratr Hasan Pasandída, který Molkaru odvedl do svého domu, kde se hájila a křičela: „Jsem žena, jsem žena!“" Jeho ochrance byl podezřelý její hrudník, protože se domnívali, že by mohla mít u sebe výbušniny. Prozradila, že jsou to její prsa, protože se jí vyvinula díky hormonální terapii. Když Ahmad Chomejní vyslechl její příběh, byl dojat a vzal ji na rozhovor ke svému otci, kde se na operaci zeptal tří lékařů ve snaze učinit informované rozhodnutí. Chomejní poté rozhodl, že operace změny pohlaví je nutná, aby mohla vykonávat své náboženské povinnosti. To vedlo k tomu, že Chomejní vydal fatvu, v níž určil, že operace změny pohlaví není v rozporu s islámským právem. Maryam Molkara lobbovala za to, aby se v Íránu zavedly odpovídající lékařské poznatky a postupy, a pracovala na tom, aby i další trans lidé měli k operacím přístup. Operaci potvrzující pohlaví podstoupila v Thajsku v roce 1997, protože „nebyla spokojena s postupy ve své rodné zemi“. Operaci jí zaplatila íránská vláda a díky tomu mohla pomoci zavést státní financování operací mnoha dalších trans osob.
V roce 2007 založila a následně vedla Íránskou společnost na podporu osob s poruchou pohlavní identity (ISIGID, انجمن, persky: حمایت از بیماران مبتلا به اختلالات هویت جنسی ایران), první státem schválenou organizaci pro práva trans osob v Íránu. Předtím využívala svůj vlastní majetek v Karadži k tomu, aby pomáhala ostatním trans lidem získat právní poradenství a lékařskou péči, včetně péče pooperační. Pokračovala v obhajobě dalších trans lidí a po jejich zatčení za ně platila kauci, i když věděla, že za to bude pravděpodobně čelit násilí.

## Smrt
Maryam Molkara zemřela v roce 2012, ve věku 62 let na selhání srdce.